# 히로세 아리스
히로세 아리스(일본어: 広瀬 アリス, 1994년 12월 11일~)는 일본의 배우이다. 구 예명은 히로세 아키(広瀬 晶)이다. 시즈오카현 시즈오카시 출신으로 포스터 플러스 소속이다. 여동생은 히로세 스즈이다.

## 내력
초등학교 6학년 때, 고향 시미즈 칠석 축제에서 친구와 같이 있던 때, 현재 사무소에 스카우트된다.

## 출연

### 드라마
- 파이브(2008년 1월 5일, NHK)
- 연애 약속(2008년, 휴대 전화 드라마) - 주연·이치카와 히나타 역
- 격·애…운명의 러브 스토리…(2010년 4월 9일~5월 28일, NHK) - 히사나가 카호 역
- 내일의 빛을 잡고(2010년 7월 5일~9월 3일, 도카이 TV) - 주연·사와구치 하루카 역
- 소중한 것은 전부 네가 가르쳐 주었어(2011년 1월 17일~3월 28일, 후지 TV) - 카가와 료코 역
- 신·당신이 모르는 세계 〈들여다보지 마〉(2011년 8월 25일, 닛폰 TV) - 주연
- 방과후는 미스터리와 함께(2012년 4월 23일~6월 25일, TBS) - 타카바야시 나오코 역
- Answer~경시청 검증 수사관 제3화(2012년 5월 2일, TV 아사히) - 야마네 리오 역
- 검은 여교사(2012년 7월 20일~9월 21일, TBS) - 사에키 에이카 역
- 파트너 Season11 제11화 정월 초하룻날 스페셜 〈아리스〉(2013년 1월 1일, TV 아사히) - 다치바나 루리코 역
- 마호로역전번외지 제5화(2013년 2월 8일, TV 도쿄)
- 35세의 고교생(2013년 4월 13일~6월 22일, 닛폰 TV) - 하세가와 리나 역
- 금요 프레스테이지 〈지켄야 가업〉(2013년 5월 17일, 후지 TV) - 가와시마 가오리 역
- 우리는 모두 죽었다♪(2013년 12월 2일~2014년 2월 14일/2014년 7월 1일~9월 2일, NOTTV/TBS〔칸토 로컬〕) - 아카쓰키 린 역
- 루즈벨트 게임(2014년 4월 27일~6월 22일, TBS) - 야마자키 미사토 역
- 정말로 있었던 무서운 이야기 15주년 스페셜 《유혹의 숲》(2014년 8월 16일, 후지 TV)
- 다마가와 구청 OF THE DEAD(2014년 10월 3일~12월 19일, TV 도쿄) - 다치바나 린 역
- 사치와 마유(2015년 3월 17일, NHK) - 마유 역
- 망상 그녀(2015년 5월 23일~6월 20일, 후지 TV) - 주연·하루 역
- 낚시 바보 일지~신입 사원 하마사키 덴스케~(2015년 10월 23일~12월 11일, TV 도쿄) - 고바야시 미치코 역
  - 낚시 바보 일지~신입 사원 하마사키 덴스케~ 스페셜(2017년 1월 2일)
- 속이는 이야기(2015년 12월 20일, 닛폰 TV) - 주연·마히루 역
- 비행기구름(2016년 3월 24일, NHK BS 프리미엄) - 주연·야마다 역
- 사랑을 바라는 사람(2017년 1월 11일, 요미우리 TV/닛폰 TV) - 야마오카 미쿠사 역
- 연속 TV 소설 와로텐카(2017년~2018년, NHK) - 하타노 리리코 역

### 영화
- 미처 죽지 못한 파랑(2008년, 자나두)
- 가면라이더×가면라이더 W&디케이드 MOVIE 대전 2010(2009년, 도에이) - 미사키 유리코/전파 인간 태클 역
- 모든 것은 바다가 된다(2010년, 도쿄 테아트르)
- 마리아 님이 보고 계셔(2010년, 졸리 로저/리버풀/메~테레) - 다케시마 쓰타코 역
- Lost Harmony(2011년, 고 시네마) - 미야타 사나에 역
- 수프~환생 이야기~(2012년, 도쿄 테아트르) - 미사키 히토미 역
- 절규 학급(2013년, 토호 영상 사업부) - 다카미자와 리오 역
- 은수저 Silver Spoon(2014년, 토호) - 미카게 아키 역
- FLARE~플레어~(2014년, 아이 모션)
- 치하야후루(2016년, 도호) - 아야세 지토세 역
- 세이로의 바다 탐정 미타라이의 사건부(2016년, 토에이) - 오가와 미유키 역
- 전원, 짝사랑 〈섬싱 블루〉(2016년, 도에이) - 주연·노조미 역
- L -엘-(2016년, 토호 영상 사업부) - 주연·엘 역
- 신주쿠 스완 II(2017년, 소니 픽처스 엔터테인먼트) - 마유미 역
- 무녀니까.(2017년) - 주연·시와스 역
- 빙과(2017년, KADOKAWA) - 주연·지탄다 에루 역
- 극장판 도라에몽: 진구의 달 탐사기(2019년) - 루나 목소리 역
- 지옥의 화원(2021년) - 란 역

### 무대
- 세계(2017년 1월 11일~, Bunkamura 시어터 코쿤)

### CM
- 타카미야 학원 요요기 제미나르(2009년~2010년)
- 다카라토미 러브데지 시리즈(2009년~2010년)
  - 무빙 포토(2009년)
  - 팔랑팔랑 포토 프레임(2010년)
  - 러브데지 프리실 스틱(2010년)
  - PV 캠(2010년)
- 도쿄 가스 안전 TODAY 〈환기의 부탁〉 편(2010년~)
- 이스트보이 2010년 춘하 카탈로그(2010년)
- 시즈오카 현 우울병·자살 예방 대책 〈딸의 마음〉 편(2010년)
- 롯데 〈쿨 민트 껌〉(2010년 9월~)
- 닛신식품 닛신 야키소바 U.F.O.(2011년 6월)
- 아카기 유업 〈가층, 토미캉〉(2012년~)
- 오오쓰카 식품 〈비타민 탄산 MATCH〉(2014년~)
- 호야 〈아이시티〉(2014년)
- ABC 마트 〈adidas ADIHONEY 아디다스 아디허니 인 힐〉(2015년)
- 유니버설 스튜디오 재팬
  - 〈바이오해저드 더 리얼 3〉(2015년 6월~)
  - 〈위저딩 월드 오브 해리 포터〉(2016년 4월~)

### 광고
- 제89회 전국 고교 축구 선수권 대회(2010년) - 7대째 응원 매니저
- 일본 손해 보험 협회 〈자동차 손해 보험 가입 촉진〉(2010년) - 이미지 캐릭터
- 구마모토현 〈구마모토 관광 캠페인 아리스 인 원덜랜드 구마모토〉(2014년~2015년) - 이미지 캐릭터
- 시즈오카 시장 선거 시즈오카 현 의회 의원 선거(2015년) - 이미지 캐릭터

### 신문
- 아사히 신문 제93회 전국 고교 야구 선수권 대회 특집 〈포기하면 거기서 끝〉(2011년 8월 8일)

## 서적

### 잡지
- Seventeen(2009년 9월호~2015년 12월호, 슈에이샤) - 전속 모델

### 사진집
- aBUTTON VOL.2_시 히로세 아리스/미즈사와 나코(2011년 9월 27일, 파르코) ISBN 978-4-89194-913-6
- ALICE(카도카와 미디어 하우스, 2014년 3월 16일)

### 캘린더
- 히로세 아리스 2012년 캘린더(2011년 10월 1일, 하고로모) ISBN 978-4-7774-8095-1
- 히로세 아리스 2013년 캘린더(2012년 9월 22일, 하고로모) ISBN 978-4-7774-9186-5
- 히로세 아리스 2014년 캘린더(2013년 10월 30일, 하고로모) ISBN 978-4-8012-0300-6
- 히로세 아리스 2016년 캘린더(2015년 10월 17일, 하고로모)
- 히로세 아리스 2017년 캘린더(2016년 11월 5일, 트라이 엑스)